# Stora Dalslundskolan

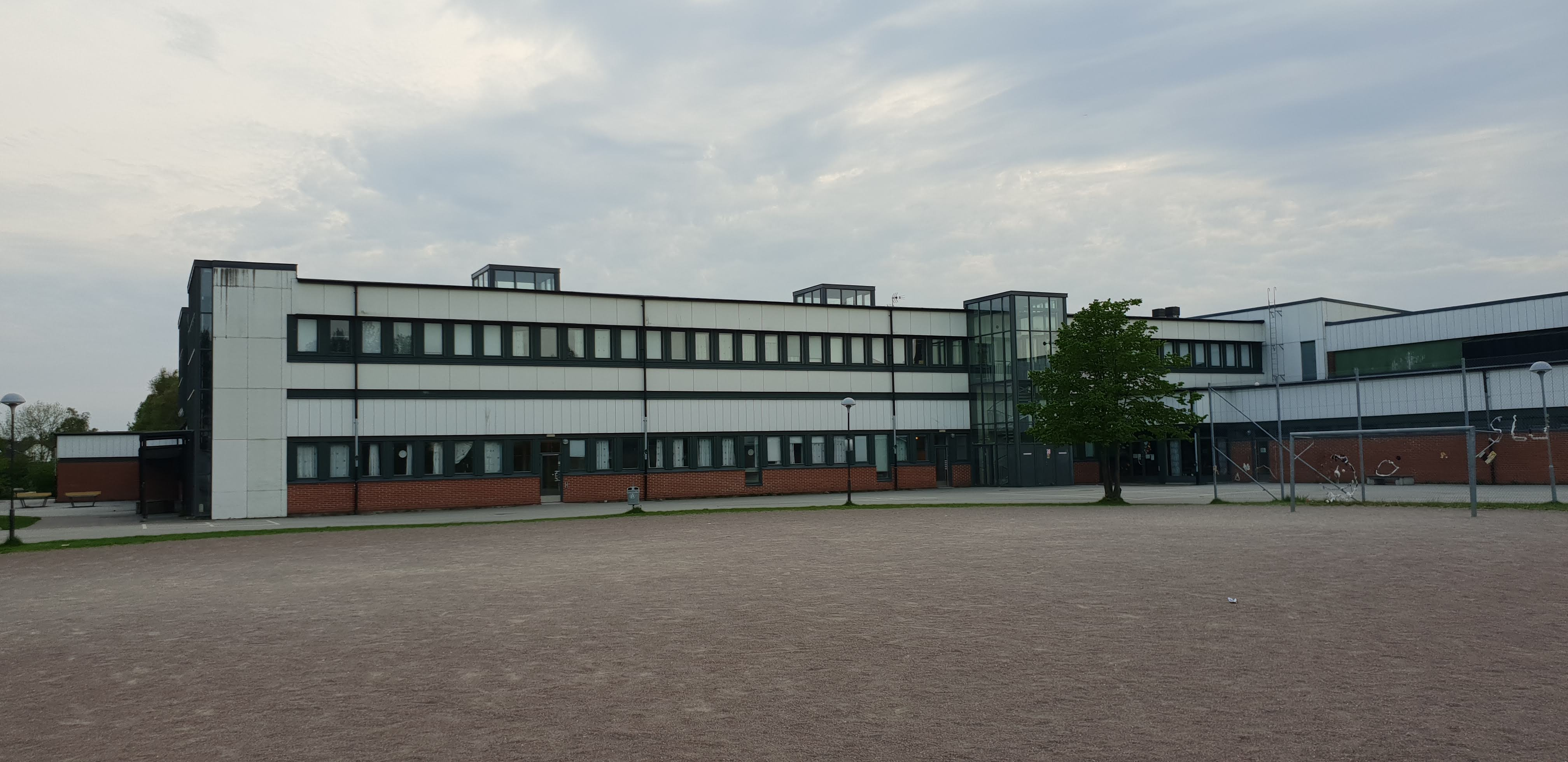
En del av skolan.

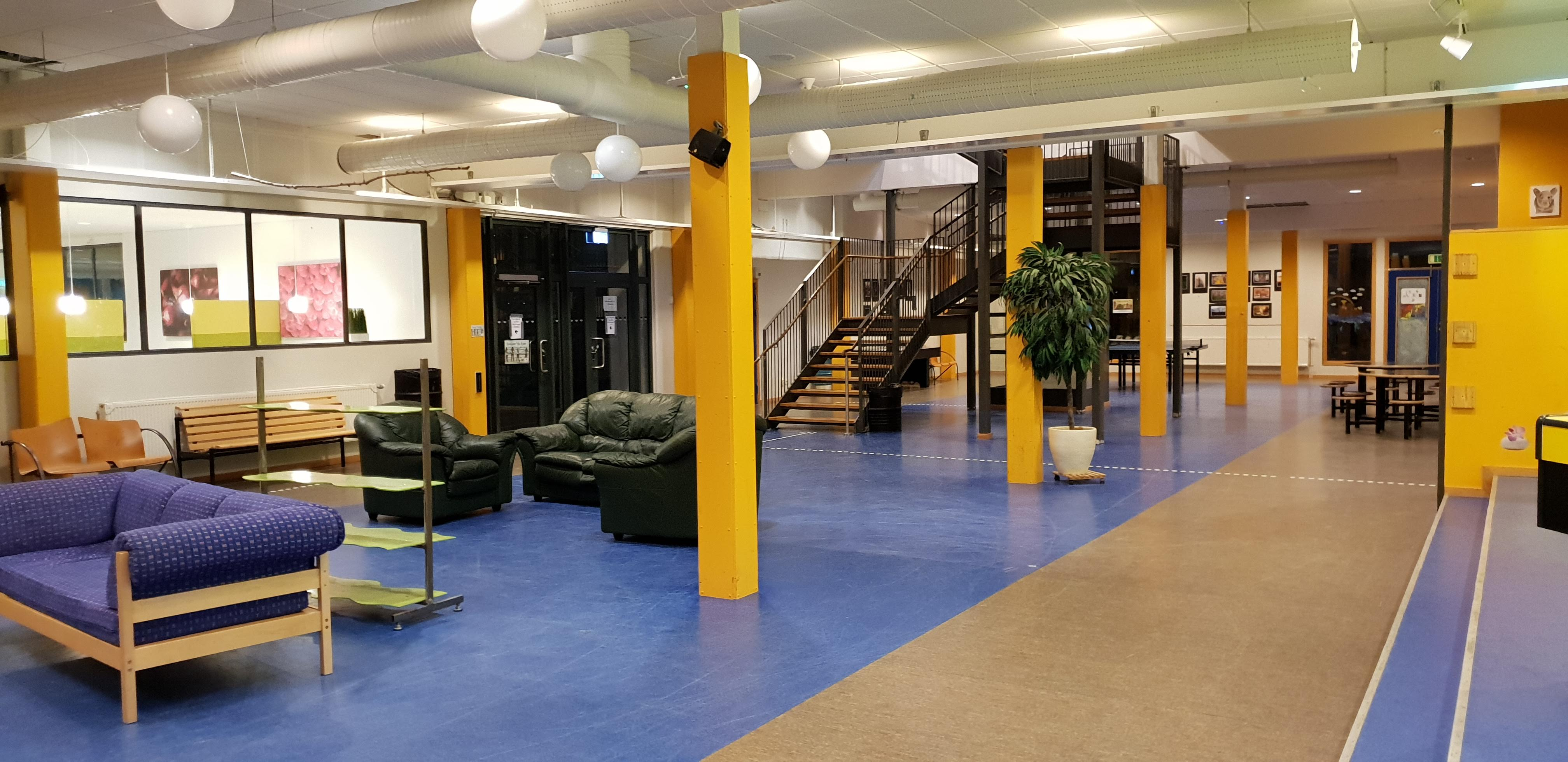
Arken inne i Dalslundskolan.

Stora Dalslundskolan är en grundskola (årskurs 7–9), belägen i tätorten Åkarp i Burlövs kommun. Skolan är en av de fyra grundskolorna i Åkarp och är den enda skolan som erbjuder högstadieutbildning i Åkarp och en av två högstadieskolor i kommunen.  På skolan går det 222 elever från årskurs 7–9.

## Byggnaden
Stora Dalslundsskolan har 26 klassrum där vanlig undervisning sker. Skolan har även två laborationssalar, två träslöjdssalar med tillhörande maskiner, två syslöjdssalar, en bildsal, en hemkunskapssal med sex kök, en musiksal och en aula samt flera grupprum och arbetsrum utspridda över hela skolan. På skolan finns det även en större idrottshall som är 20x40m och hallen kan delas in i två delar (20x20m) för att ha plats för två klasser. Skolan ligger även bredvid Åkarps idrottsplats där det finns en konstgräsfotbollsplan och två gräsfotbollsplaner, en 100 meters löparbana, en längdhoppsbana och en kulstötningsbana. 
Mitt i skolan finns det även ett utrymme som kallas för Arken där det finns ett café som heter Café croc. 
Dalslundskolan har även ett kök som serverar mat till 3 000 personer runtom i kommunen, till bland annat Stora och Lilla Dalslundskolan och övriga grundskolor i Åkarp. Köket och matsalen totalrenoverades under 2017 och allt färdigställdes mars 2018. Hela renoveringen av köket kostade 55 miljoner kronor. Köket och matsalen kallas numera för restaurang Lunden.

## Personal
På Stora Dalslundsskolan finns det en deltidsanställd skolsköterska samt en kurator och en Studie- och yrkesvägledare anställda på heltid. Det arbetar 19 lärare i årskurs 7–9.

## Spex
Under den sista terminen hjälper skolans elever i årskurs 9 till med att skapa ett eget spex som visas upp för elever på skolan och även för andra som köpt biljetter. Spexet har en manusgrupp som redan under början av sista terminen börjar att skriva ett manus. Under de två sista veckorna av terminen sätts spexet ihop av eleverna och lärare för att sedan spelas upp.

## Kommunikation
Skolan ligger intill Åkarps järnvägsstation med direktförbindelser till bland annat Arlöv, Malmö och Lund.